# José Vaz Pereira Pinto Guedes
José Vaz Pereira Pinto Guedes (Vila Real, Casa do Arco, 19 de março de 1764 - 31 de dezembro de 1834), 1.º visconde de Vila Garcia,  foi um político e militar português, partidário de D. Miguel I.

## Biografia
Foi Fidalgo da Casa Real, por sucessão, e por seu casamento senhor da Casa da Igreja (hoje conhecida como solar dos Vaz Guedes) em Vila Garcia, comendador da Ordem de Cristo, provedor de Guimarães, vice-presidente do governo interino de Trás-os-Montes, etc.
Apoiante do infante D. Miguel I, aderiu à revolta anti-liberal, chefiada pelo seu primo segundo, o 1.º Marquês de Chaves e 2.º Conde de Amarante, que teve lugar em Vila Real, em 23 de fevereiro de 1823. Na sequência, participou - juntamente com seu filho primogénito, Miguel Vaz Pereira Pinto Guedes, capitão do regimento de Cavalaria n.º 6 e condecorado com a medalha n.º 3 da guerra peninsular - na chamada ação de Santa Bárbara, em 13 de março do mesmo ano, na qual as tropas dirigidas por Manuel da Silveira Pinto da Fonseca, o referido conde de Amarante, derrotaram as forças do general Pamplona. O seu filho Miguel, que era ajudante de campo de Amarante, faleceu nessa batalha.
Amarante, porém, não aproveitou a vitória para prosseguir em direção ao Porto, com vista a ocupar a cidade e acabaria por ser derrotado a 27 de março, na batalha da ponte de Amarante, pelo general Luís Rego, pelo que as forças absolutistas - entre mil a dois mil homens - tiveram que se retirar para Espanha. Mas a reviravolta da situação política em Lisboa em sentido favorável ao infante D. Miguel, com a ocorrência da Vilafrancada, acabaria por legitimar, retroativamente, a revolta de Trás-os-Montes, dirigida pelo conde de Amarante. 
O ambiente político gerado pela Vilafrancada permitiu a premiação de diversos membros da nobreza, na sua maioria, mas não todos, aderentes à facção absolutista, nos quais se incluiu José Vaz Pereira Pinto Guedes, agraciado a 3 de julho de 1823 com o título (concedido em duas vidas) de Visconde de Vila Garcia. Na mesma data, seu irmão Luís Vaz Pereira Pinto Guedes, também partidário da causa absolutista, recebeu o titulo de 2.º visconde de Montalegre.

## Obra
Escreveu a publicou o seguinte livro: Análise e Refutação da Fala de Mr. Canning, Pronunciada na Câmara dos Comuns, em 12 de Dezembro de 1826, LIsboa, Imprensa da Rua dos Fanqueiros, 1829 
Nele faz a sua crítica à decisão do governo britânico, expressa pelo seu secretário dos Negócios Estrangeiros, George Canning, de enviar a Lisboa uma divisão de 5 mil homens, em dezembro de 1826, em resposta a um apelo do então marquês, depois duque de Palmela, com vista a contrariar o apoio espanhol aos partidários de D. Miguel I em Portugal.

## Família
Era filho segundogénito de Miguel António Vaz Guedes Pereira Pinto, 5.º Morgado do Arco, senhor da Casa do Arco (Vila Real) e morgado de São Miguel e de Montebelo, no Fundão, e de sua mulher e prima, D. Francisca Margarida Leocádia Pereira Pinto de Magalhães.
Sendo assim tio do 7.º morgado do Arco e senhor da honra de Barbosa, D. Miguel Vaz Guedes de Ataíde Azevedo e Brito, e cunhado e primo de Bento de Queiroz Pereira Pinto Serpe e Melo, morgado de Favaios e de Alcongosta, ambos militares participantes na guerra peninsular.
Casou em Vila Real, em 1784, com D. Ana Josefa Benedita da Fonseca Pinto da Silva e Vasconcelos, depois senhora da Casa-solar da Igreja, em Vila Garcia - e filha herdeira de Manuel da Fonseca Pinto Ribeiro e Vasconcelos, 7.º senhor da referida casa (hoje conhecida como solar dos Vaz Guedes), 5.º senhor do morgado da Torre de S. Veríssimo, em São Miguel de Lobrigos , etc, com D. Ana Bernarda da Silva Pinheiro, senhora das Casas de Senães e de Curveira, no termo de Guimarães.
Do casamento houve descendência, tendo um bisneto, Luís Vaz Guedes Pereira Pinto Bacelar Teles de Meneses e Melo de Morais Pimentel, sucedido no título, por decreto de 23.11.1876 (D. Luís I)  como 2.º visconde de Vila Garcia, além de representante dos títulos de visconde de Montalegre e visconde de Mirandela. Casou na Casa de Valmelhorado, a 03.07.1878, com D. Maria da Conceição de Sousa Pereira de Castro Caldas de Magalhães e Menezes; com geração.